# Gereb Segen (Hintalo)
Gereb Segen is een Ethiopisch stuwmeer in Hintalo-Wajirat, een woreda (regio) van Tigray. De aarden dam werd gebouwd in 2000 door SAERT.

## Eigenschappen van de dam
- Hoogte: 14,86 meter
- Lengte: 473 meter
- Breedte van de overloop: 8 meter

## Capaciteit
- Oorspronkelijke capaciteit: 337 408 m³
- Ruimte voor sedimentopslag: 22 400 m³
- Oppervlakte: 11,7 hectare

In 2002, werd de levensverwachting (de periode tot opvulling met sediment) van het stuwmeer geschat op 25 jaar.

## Irrigatie
- Gepland irrigatiegebied: 24 hectare
- Effectief irrigatiegebied in 2002: 0 hectare

## Omgeving
Het stroomgebied van het reservoir is 3,53 km² groot, met een omtrek van 11,66 km en een lengte van 5200 meter. Het reservoir ondergaat snelle sedimentafzetting.  De gesteenten in het bekken is Schiefer van Agula. Een deel van het water gaat verloren door insijpeling; een positief neveneffect hiervan is dat dit bijdraagt tot het grondwaterpeil.

## Gelijknamige plaats
Gereb Segen (May Gabat) is een (groter) reservoir, zo’n 20 km in noordoostelijke richting.